# لورينزو كمال
لورينزو كمال (بالإيطالية: Lorenzo Kamel)‏ هو مؤرخ إيطالي، ولد في 1 أكتوبر 1980 في روما في إيطاليا.